# Бургдорф (Зальцгиттер)
Бургдорф (нем. Burgdorf) — община в Германии, в земле Нижняя Саксония.
Входит в состав района Вольфенбюттель. Подчиняется управлению Баддеккенштедт. Население составляет 2306 человек (на 31 декабря 2010 года). Занимает площадь 24,06 км².
Коммуна подразделяется на 5 сельских округов.
| Год  | Население |
| ---- | --------- |
| 1990 | 2318      |
| 1995 | 2473      |
| 2000 | 2540      |
| 2005 | 2446      |
| 2010 | 2355      |